# حماض تنفسي
الحماض التنفسي (بالإنجليزية: Respiratory acidosis)‏ هو الاضطراب السريري الناجم عن عدم قدرة الرئتين على التخلص من ثاني اكسيد الكربون ( نقص التهوية ) وبالتالي زيادة حموضة سوائل الجسم وخاصة الدم لارتفاع ضغط غاز ثاني اكسيد الكربون ( PCO2 ) وتناقص النسبة بين البيكربونات إلى ضغط ثاني اكسيد الكربون وانخفاض الرقم الهيدروجيني ( pH ) . ينشأ الحماض عن ضعف عملية التنفس وتناقص معدل التخلص من ثاني اكسيد الكربون عن معدل إنتاج انسجة الجسم المختلفة له .

## الأنواع
قد يكون الحماض التنفسي حادًا أو مزمنًا:
في الحماض التنفسي الحاد، يرتفع ضغط ثنائي أكسيد الكربون الجزئي إلى قيمة أعلى من الحد الأعلى للنطاق المرجعي (أكثر من 6.3 كيلوباسكال أو 45 ملميترًا زئبقيًا)؛ مصحوبًا باحمضاض الدم (أس هيدروجيني < 7.36).
في الحماض التنفسي المزمن، يرتفع ضغط ثنائي أكسيد الكربون الجزئي إلى قيمة أعلى من الحد الأعلى للنطاق المرجعي، مع أس هيدروجيني طبيعي أو شبه طبيعي (بين 7.35- 7.45) بسبب المساهمة الكلوية المعاوضة برفع بيكربونات المصل (أكثر من 30 ميلي مكافئ/ليتر).

## الأسباب

### الحاد
يحدث الحماض التنفسي الحاد عند حدوث فشل مفاجئ في التهوية. قد يحدث هذا الفشل في التهوية بسبب تثبيط مركز الجهاز التنفسي المركزي التالي لإصابة مرضية أو تناول عقاقير معينة، أو قد ينجم عن عدم كفاية التهوية بسبب مرض عضلي عصبي (على سبيل المثال: الوهن العضلي الوبيل، والتصلب الجانبي الضموري، ومتلازمة غيلان باريه، والحثل العضلي)، أو قد ينتج عن انسداد الطرق التنفسية كما يحدث في الربو أو داء الانسداد الرئوي المزمن (سي أو بي دي).

### المزمن
قد يكون الحماض التنفسي المزمن ثانويًا للعديد من الاضطرابات بما في ذلك داء الانسداد الرئوي المزمن. ينجم نقص التهوية في داء الانسداد الرئوي المزمن عن آليات متعددة تتضمن انخفاض الاستجابة لنقص الأكسجة، وفرط ثنائي أكسيد الكربون، وازدياد نسبة التهوية/ التروية التي تؤدي إلى زيادة تهوية الفضاء الميت، وانخفاض وظيفة الحجاب الحاجز الثانوية للتعب وفرط الانتفاخ.
قد يكون الحماض التنفسي المزمن ثانويًا لمتلازمة نقص التهوية البداني (المعروفة أيضًا باسم المتلازمة البيكويكية)، والاضطرابات العصبية العضلية كالتصلب الجانبي الضموري، والأمراض الرئوية الحاصرة الشديدة كما في مرض الرئة الخلالي وتشوهات جدار الصدر.
لا يسبب خلل تبادل الغازات السنخية نقصًا في التهوية عادةً، ولكنه يميل إلى تحفيز التهوية ونقص ثنائي أوكسيد الكربون في الدم الثانوي لنقص الأكسجة. يحدث فرط ثنائي أكسيد الكربون في الدم فقط في حال كان إرهاق العضلات التنفسية أو المرض شديدين.

## الاستجابة الفيزيولوجية

### الآلية
يولد الأيض بسرعة كمية كبيرة من الحمض الطيار (حمض الكربونيك H2CO3) وحموض أخرى غير طيارة. يؤدي استقلاب الدهون والكربوهيدرات إلى تكوين كمية كبيرة من ثنائي أكسيد الكربون. يتحد ثنائي أوكسيد الكربون مع الماء لتكوين حمض الكربونيك (H2CO3). تطرح الرئتان عادة الجزء الطيار عبر التهوية كي لا يتراكم الحمض في الجسم. يؤثر أي تغيير مهم في التهوية في آلية التخلص من ثنائي أوكسيد الكربون هذه، وقد يتسبب بحدوث اضطراب حمض-أساس تنفسي المنشأ. بشكل عام، يجب الحفاظ على ضغط جزئي لثنائي أوكسيد الكربون ضمن مجال يتراوح بين 35 و45 ملليمترًا زئبقيًا في الحالات العادية.
تخضع التهوية السنخية لسيطرة مركز الجهاز التنفسي الذي يقع في الجسر والنخاع المستطيل (البصلة السيسائية). تتأثر التهوية وتتعدل عبر مستقبلات كيميائية تستشعر الضغط الجزئي لثنائي أوكسيد الكربون والأوكسجين والأس الهيدروجيني للدم. توجد هذه المستقبلات في جذع الدماغ وفي الأجسام الأبهرية والسباتية، تتأثر التهوية وتُنظَّم بواسطة النبضات العصبية من مستقبلات تمطط الرئة والنبضات الصادرة عن القشرة الدماغية. يؤدي فشل التهوية إلى زيادة الضغط الجزئي لثنائي أوكسيد الكربون في الدم بسرعة.
يحدث التعويض في الحماض التنفسي الحاد على خطوتين:
- تتضمن الاستجابة الأولية الدرء الخلوي المؤقت (دوارئ البلازما البروتينية) الذي يحدث خلال دقائق إلى ساعات. يعمل الدرء الخلوي المؤقت على رفع بيكربونات البلازما بشكل طفيف؛ أي نحو 1 ميلي مكافئ/ليتر لكل زيادة قدرها 10 ميليمترات زئبقية في الضغط الجزئي لثنائي أوكسيد الكربون.
- الخطوة الثانية هي المعاوضة الكلوية التي يحدث على مدى 3- 5 أيام. مع المعاوضة الكلوية، يزداد إفراز حمض الكربونيك وامتصاص البيكربونات. على سبيل المثال: تُنظَّم مستقبلات فوسفوفينول بيروفيت الكربوكسيلاز في بعض خلايا الأنبوب القريب لإفراز المزيد من الأمونيا وبالتالي المزيد من البيكربونات.[1]